# Alfred Brendel
Alfred Brendel (Wiesenberg, 5 gennaio 1931 – Londra, 17 giugno 2025) è stato un pianista e poeta austriaco, considerato uno dei più grandi musicisti sulla scena della musica classica della seconda metà del XX secolo.

## Biografia
Alfred Brendel nacque il 5 gennaio 1931 a Wiesenberg (Vízmberk in ceco), un villaggio rurale attualmente chiamato Loučná nad Desnou e appartenente al distretto di Šumperk, Repubblica Ceca, figlio unico di una famiglia di non-musicisti. All'età di 6 anni si trasferì a Zagabria con la famiglia e più tardi a Graz. Vissero lì durante la Seconda guerra mondiale, ma verso la fine del conflitto il quattordicenne Alfred fu mandato in Jugoslavia a scavare trincee. Soffrì di congelamento e fu mandato in ospedale.
Dall'età di sei anni, Brendel iniziò a prendere lezioni di pianoforte, prima a Zagabria con Sofie Dezelic e poi, dopo il trasferimento della famiglia a Graz, con Ludovika von Kann.
Dopo la guerra continuò a suonare il pianoforte, compose della musica e iniziò a dipingere. Diede i suoi dipinti ad un amico pregandolo di distruggerli, cosa che l'amico non fece permettendo quindi la loro conservazione. Non ebbe mai lezioni di pianoforte regolari; comunque, nonostante fosse stato un autodidatta, partecipò a corsi di perfezionamento con Edwin Fischer ed Eduard Steuermann.
Fece il suo primo concerto pubblico a Graz all'età di 17 anni. Lo chiamò "The Fugue In Piano Literature" comprendendo, oltre alle opere di Bach, Brahms e Liszt, anche alcune sue composizioni. Smise di comporre poco dopo per dedicarsi al pianoforte. Nel 1949 vinse il 4º premio al Concorso pianistico Ferruccio Busoni di Bolzano. Si trasferì a Vienna l'anno seguente. All'età di 21 anni incise il suo primo disco registrando il concerto n. 5 per pianoforte di Sergej Sergeevič Prokof'ev. Continuò a fare altre registrazioni, comprese le sonate di Ludwig van Beethoven. Registrò anche alcuni lavori di Liszt, Brahms (compresi i concerti per pianoforte e orchestra), Robert Schumann e Franz Schubert.
A differenza di tutti i pianisti classici, registrò molto poco Chopin oltre alle Polacche (che furono molto apprezzate).
Registrò molte musiche per la Vox Records - in particolare le sonate di Beethoven - ma non ottenne un contratto migliore fino agli anni 1970 e non suonò molto neanche fuori dall'Austria.
Il successo arrivò dopo un concerto su Beethoven alla Queen Elizabeth Hall a Londra, infatti il giorno seguente tre case discografiche contattarono il suo manager. Nello stesso periodo si trasferì a Londra. Da quel momento cominciò a registrare molto e la sua fama crebbe.
Debuttò al Festival di Salisburgo nel 1960 con il Concerto per pianoforte ed orchestra n. 2 op. 81 di Ernst Křenek con i Wiener Philharmoniker.
Al Teatro alla Scala di Milano nel 1978 tenne un concerto con musiche di Franz Schubert, nel 1980 eseguì il Concerto per pianoforte e orchestra n. 4 (Beethoven) diretto da Claudio Abbado, nel 1985 un recital, nel 1992 un concerto con musiche di Beethoven, nel 1999 un recital, nel 2000 il Concerto per pianoforte e orchestra n. 5 (Beethoven) ed infine nel 2008 un concerto di saluto con un programma che per alcuni versi rappresentò la sintesi della sua lunga carriera: da Haydn, a Mozart, Beethoven, per concludere con l'ultima sonata di Schubert.
Al Gran Teatro La Fenice di Venezia nel 1980 tenne un recital e nel 2007 un concerto nell'ambito del Premio una vita nella musica 2007 ad Alfred Brendel sotto l'Alto Patronato del Presidente della Repubblica italiana e con il patrocinio della Presidenza del Consiglio dei Ministri, della Regione Veneto e del Comune di Venezia, conferito dall'Associazione Arthur Rubinstein presieduta da Bruno Tosi.
Per il Metropolitan Opera House nel 1999 eseguì il Concerto per pianoforte e orchestra n. 20 di Mozart con l'Orchestra del Metropolitan diretto da James Levine alla Carnegie Hall di New York, nel 2002 al Rheingau Musik Festival di Wiesbaden (dove eseguì anche German Dances di Schubert), al Grosses Festspielhaus di Salisburgo e al Festival di Lucerna e nel 2008 il Concerto per pianoforte e orchestra n. 24 di Mozart e le Bagatelle op. 33 di Beethoven alla Carnegie Hall diretto da Levine.
Nel 2002 vinse il Premio musicale Léonie Sonning, nel 2004 il Premio Ernst von Siemens e nel 2008 il Premio musicale Herbert Von Karajan.
Alfred Brendel fu valutato come uno degli interpreti più seri della musica classica tedesca composta da autori come Beethoven, Schubert e Wolfgang Amadeus Mozart. Suonò invece raramente le opere del XX secolo, interessandosi molto tuttavia al concerto per pianoforte di Arnold Schönberg. Negli ultimi anni smise di suonare gran parte del repertorio richiedente un notevole sforzo fisico come la Sonata per pianoforte n.29 di Beethoven a causa dei problemi di artrite.
Il modo di suonare di Brendel venne spesso descritto come musicalmente analitico; tuttavia, Brendel stesso affermò che il primo compito di un pianista fosse quello di rispettare le volontà del compositore senza mettere in mostra troppo sé stessi o aggiungere propri effetti alla musica. Affermò oltretutto: "Sono responsabile del compositore e in particolare del pezzo". Come il suo vecchio insegnante Edwin Fischer, egli citò Alfred Cortot, Wilhelm Kempff e i direttori d'orchestra Bruno Walter e Wilhelm Furtwängler come suoi particolari ispiratori.
Brendel lavorò con giovani pianisti come Paul Lewis e Till Fellner e registrò inoltre anche con suo figlio, il violoncellista Adrian Brendel (nato a Londra nel 1976). Pubblicò anche delle poesie paragonate da Andrew Motion a quelle di Miroslav Holub nel loro stile.
Nel 2009 annunciò il proprio ritiro dalle attività concertistiche.
Il 5 ottobre 2011, l'Università degli Studi di Bari Aldo Moro gli conferì la laurea honoris causa in Lingue e letterature moderne.
Nonostante il ritiro dai palchi mondiali in qualità di pianista, Brendel fece numerose ospitate in qualità di lecturer, tenendo lezioni e masterclass o leggendo i suoi poemi in tutta Europa fino alla sua morte.
Si è spento nella sua abitazione di Londra il 17 giugno 2025.

## Discografia parziale
- Bach Busoni, Conc. italiano/Fant. cromatica/2 Corali arr.Busoni - Brendel, 1976 Philips
- Beethoven, Conc. pf. n. 1-5/Fant. corale - Brendel/Levine/CSO/Haitink, 1977/1983 Philips
- Beethoven, Son. pf. n. 1-32/Conc. pf. n. 1-5 - Brendel/Haitink/LPO, 1975/1977 Decca
- Beethoven, Son. pf. n. 8, 14, 15, 17, 21 - Brendel, 1970/1977 Philips
- Beethoven, Son. pf. n.27-32 - Brendel, 1970/1975 Philips
- Beethoven: Bagatelles Opp.33, 119 & 126, Für Elise and Others - Alfred Brendel, 1997 Philips
- Beethoven, Var. Diabelli - Brendel, 1988 Philips
- Liszt, Années de pèlerinage I-III - Brendel/Kocsis, 1986 Philips
- Liszt, Son. pf./Funérailles/Nuages/Sogno d'a/Richard Wagner - Brendel, 1991 Philips
- Liszt, Fant. e fuga su BACH/Harm. poétiques et rel./Weinen, Klagen - Brendel, Philips
- Mozart, Conc. pf. n. 9, 22, 25 - Brendel/Marriner/ASMF, 1974/1981 Philips
- Mozart, Conc. pf. n.19-21, 23, 24 - Brendel/Marriner/ASMF, Philips
- Mozart, Piano favourites - Brendel, 1971/1991 Philips
- Mozart, Concerto per pianoforte e orchestra n. 27 K 595 - Academy of St. Martin-in-the-Fields dir. N.Marriner, 1972 Philips
- Mozart, Concerto per pianoforte e orchestra n. 15 K 450 - Academy of St. Martin-in-the-Fields dir. N.Marriner, 1982 Philips
- Mozart, Conc. pf. n. 20, 24 - Brendel/Marriner/ASMF, 1973 Philips
- Mozart, Son. pf./Variazioni/Fantasie - Brendel, 1975/2008 Decca
- Mozart Schubert, Quart. pf. n. 2/Quint. pf. - Brendel/Zehetmair/Duven, 1994 Philips
- Schubert, Improvvisi op. 90, 142 - Brendel, 1988 Decca
- Schubert, Improvvisi op. 90, 142/Momenti - Brendel, 1971/1974 Philips
- Schubert, Musiche per pf. solo - Brendel, 1987/1988 Decca
- Schubert, Son. pf. D.958-960/Pezzi pf. - Brendel, 1971/1974 Philips
- Schubert, Son. pf. D.960/Fant. D.760 - Brendel, 1988 Philips
- Schumann Weber, Conc. pf./Konzertstück - Brendel/Abbado/LSO, 1979 Philips
- Brendel, A birtthday tribute (Brahms/Mozart/Beethoven/Schubert) - 80º Compleanno, 2010 Decca
- Brendel, Beethoven/Schumann/Schubert - Rattle/Abbado/Cleveland Quint., 1977/1998 Decca
- Brendel, Concerto recordings - Marriner/Rattle/Abbado/Haitink, 1970/1998 Decca
- Brendel, I concerti d'addio (2008, Hannover e Vienna, live) - Mackerras/WPO, 2009 Decca
- Brendel, Live and radio BBC performances 1968-2001 - Chopin/Beethoven/Mendelssohn, Philips
- Brendel, The 2008 Farewell Tour - Special release, 1972/2002 Decca
- Brendel, Tutte le registrazioni Philips e Decca - Edizione limitata, 2016 Decca

## Scritti
- Alfred Brendel, Paradosso dell'interprete, Pensieri e riflessioni sulla musica, trad. di Maria Cristina Reinhart, Firenze, Passigli, 1997. ISBN 88-368-0411-X
- (EN)  Alfred Brendel, Alfred Brendel on Music: Collected Essays, London, Robson Books, 2001. ISBN 1861053789
- Alfred Brendel, Un dito di troppo, trad. di Quirino Principe, Firenze, Passigli, 2002. (antologia di poesie) ISBN 88-368-0765-8
- Alfred Brendel, Il velo dell'ordine. Conversazioni con Martin Meyer, trad. di Gabrio Taglietti, Milano, Adelphi, 2002. ISBN 88-459-1726-6
- Alfred Brendel, Abbecedario di un pianista. Un libro di lettura per gli amanti del pianoforte. Disegni di Gottfried Wiegand, traduzione di Clelia Parvopassu, Milano, Adelphi, 2014. ISBN 978-88-459-2860-4